# Adscita krymensis
Adscita krymensis is een vlinder uit de familie bloeddrupjes (Zygaenidae). De wetenschappelijke naam is voor het eerst geldig gepubliceerd in 1994 door Efetov.
De soort komt voor in Europa.